# Bazylika świętych Jana i Pawła na Celiusie
Bazylika świętych Jana i Pawła na Celiusie w Rzymie (wł. Basilica dei Santi Giovanni e Paolo al Celio) – rzymskokatolicki kościół tytularny w Rzymie.
Świątynia ta jest kościołem rektoralnym parafii Santa Maria in Domnica alla Navicella oraz kościołem tytularnym, mającym również rangę bazyliki mniejszej, pełni rolę kościoła zakonnego pasjonistów. Jest też kościołem stacyjnym z pierwszego piątku Wielkiego Postu.

## Lokalizacja
Kościół znajduje się w XIX Rione Rzymu – Celio przy Piazza dei Santi Giovanni e Paolo.

## Patroni
Patronami świątyni są święci Jan i Paweł – rodzeni bracia, rzymscy arystokraci którzy ponieśli śmierć męczeńską za wiarę chrześcijańską w IV wieku. Święci ci są wymieniani w pierwszej modlitwie eucharystycznej.

## Historia
Pierwszy kościół w tym miejscu powstał prawdopodobnie już w 398 r. Według tradycji został zbudowany na domu rodzinnym braci męczenników przez rzymskiego senatora św. Pammachiusza lub jego ojca. Istnieje również możliwość, że budynek należał do rodziny Pammachiusza, ponieważ figurował w dokumentach jako Titulus Pammachi oraz Titulus Byzantis. Titulus Byzantis został wzmiankowany po raz pierwszy w epigrafie znalezionym w katakumbach przy bazylice św. Sebastiana za Murami, datowanym na pontyfikat Innocentego I. W aktach synodu z 499 r. Titulus Byzantis został powiązany z Titulus Pammachi. Kościół ten uległ zniszczeniu podczas najazdu Wizygotów w 410 r. Kościół odbudowano, ale jego część zawaliła się już w 442 r. na skutek trzęsienia ziemi. Po kolejnej odbudowie zniszczyli go Normanowie w 1084 r. Inicjatorem ponownej odbudowy w XII w. był papież Paschalis II. W XII w. wybudowano również pierwsze dwa piętra kampanilii, a kolejne jej pięć pięter – w XIII wieku. Kampanila stoi na wielkich blokach pochodzących ze starożytnej świątyni boskiego Klaudiusza.
Wnętrze bazyliki przebudowano w latach 1715-1718, natomiast w 1950-1952 przywrócono kościołowi wczesnochrześcijański wygląd.
Kościołem opiekowało się podczas jego dziejów kilka zgromadzeń zakonnych. W 1448 r. został on powierzony jezuatom. Po likwidacji tego zgromadzenia (która miała miejsce w 1668 r.), opiekę nad świątynią przejęli oratorianie, a już w 1677 irlandzcy dominikanie, których z kolei zastąpili już w 1697 r. lazaryści. W 1773 roku papież Klemens XIV przekazał kompleks pasjonistom.

## Architektura i sztuka
Portyk bazyliki pochodzi z XII w., natomiast podparty jest kolumnami z wieku III. Portal flankowany jest przez dwa marmurowe lwy.
Wnętrze kościoła jest trzynawowe. Zostało zaprojektowane podczas przebudowy w XVIII wieku przez Antonio Canevari i Andrea Garagni. Sufit pochodzi z XVI wieku. Długość nawy głównej wynosi 44,3 m, jej szerokość to 14,68 m. W centralnej części nawy głównej znajduje się płyta upamiętniająca miejsce męczeństwa świętych Jana i Pawła. Płyta ta została położona w 1677 roku w miejscu usuniętego wtedy ołtarza.
W górnej części apsydy znajduje się fresk autorstwa Cristoforo Roncalli Chrystus w chwale z 1588 r. Poniżej natomiast Święci Jan i Paweł oddający swoje rzeczy ubogim, Męczeństwo świętych Jana i Pawła oraz Nawrócenie św. Terencjana, dzieła odpowiednio: Domenico Piastrini, Giacomo Triga i Pietro Andrea Barbieri z 1726 r. Stiukowe aniołki wykonał Pietro Bracci. W ołtarzu głównym autorstwa Francesco Ferrari znajduje się antyczny sarkofag z relikwiami świętych Jana i Pawła.
Na początku prawej nawy znajduje się oktagonalny westybul, z popiersiem inicjatora przebudowy wnętrza kardynała Fabrizio Paolucciego i papieża Innocentego XII, autorstwa Pietro Bracci. W dalszej części prawej nawy znajduje się ołtarz św. Saturnina (pierwotnie dedykowany św. Franciszkowi Salezemu). Kolejny jest ołtarz św. Pammachiusza. Z boku dalszej części prawej nawy zlokalizowana jest XIX-wieczna kaplica św. Pawła od Krzyża, w której znajdują się relikwie założyciela pasjonistów.
W 1887 r. podczas prowadzonych pod bazyliką prac natrafiono na ok. 20 pomieszczeń z I-IV w. n.e., przy czym na ścianach 13 z nich zachowały się fragmenty dekoracji w postaci fresków. Antyczne pomieszczenia zostały udostępnione dla zwiedzających.

## Kardynałowie prezbiterzy
Bazylika świętych Jana i Pawła jest jednym z kościołów tytularnych nadawanych kardynałom-prezbiterom (Titulus Ss. Ioannis et Pauli).
- Gordian (udokumentowany w 499-502)
- Adeodat (udokumentowany w 595-615)
- Jerzy (udokumentowany w 716-721)
- Jerzy (udokumentowany w 745)
- Roman (udokumentowany w 853-879)
- Piotr (udokumentowany w 963)
- Deusdedit (za pontyfikatu Grzegorza VII 1073-85)
- Teuzo (ok. 1091-1100)
- Anastazy (w 1109)
- Teobald (ok. 1111-1123)
- Alderico (1125-1130?)
- Łukasz (1132-1140)
- Hubald (1141-1142)
- Humbald (1143–1149)
- Giovanni da Sutri (1152-1180)
- Raniero da Pavia (1182-1183)
- Melior (1185-1197)
- Cencio (1200-1216)
- Bertrannus (1216-1222)
  - Bentivenga da Bentivengi (in commendam 1288-1289)
  - Pedro Rodríguez (administrator 1302-1310)
- Bertrand des Bordes (1310-1311)
  - Arnaud de Pellegrue (in commendam 1312-1316)
- Giacomo de Via (1316-1317)
- Matteo Orsini (1327-1338, in commendam 1338-1340)
- Etienne Aubert (1342-1352, in commendam 1352)
- Andouin Aubert (1353-1361, in commendam 1361-1363)
- Guillaume de la Sudrie (1366-1367, in commendam 1367-1373)
- Simon Brossano (1375-1381)
- Gautier Gómez de Luna[a] (1382-1391)
- Jean Flandrin[a] (1391-1405, in commendam 1405-1415)
- Tommaso Brancaccio[b] (1411-1427)
- vacat (1427-1430)
- Domingo Ram y Lanaja (1430-1444)
- Latino Orsini (1449-1465, in commendam 1465-1477)
- Philibert Hugonet (1477-1484)
- vacat (1484-1489)
- Ardicino della Porta (1489-1493)
- Giovanni Battista Orsini (1493-1503)
- Francisco de Remolins (1503-1517, in commendam 1517)
- Adriaan Florenszoon Boeyens (1517-1522)
- Willem van Enckevoirt (1523-1534)
- Esteban Gabriel Merino (1534-1535)
- Alfonso d'Aviz (1535-1540)
- Pedro Fernández Manrique (1540)
- Federico de Campo Fregóso (1541)
- Pierre de la Baume Montrevel (1541-1542 i ponownie 1542–1544)
- Marcello Crescenzi (1542)
- Georges d’Armagnac (1545-1556)
- Fabio Mignanelli (1556-1557)
- Antonio Trivulzio (1557-1559)
- Alfonso Carafa (1560-1565)
- Gabriele Paleotti (1565-1572)
- Nicolas de Pellevé (1572-1584)
- Antonio Carafa (1584-1591)
- Alessandro Ottaviano de’ Medici (1591-1592)
- Giovanni Battista Castrucci (1592-1595)
- Agostino Cusani (1595-1598)
- Camillo Borghese (1599-1602)
- Ottavio Acquaviva d’Aragona (1602-1605)
- Pietro Aldobrandini (1605-1612)
- Decio Carafa (1612-1626)
- Carlo Emmanuele Pio (1626)
- Lorenzo Magalotti (1628-1637)
- vacat (1637-1642)
- Francesco Maria Macchiavelli (1642-1653)
- Giberto Borromeo (1654-1672)
- Giacomo Rospigliosi (1672-1684)
- Fortunato Ilario Carafa della Spina (1687-1697)
- Fabrizio Paolucci (1699-1719)
- vacat (1719-1726)
- Nicolò Maria Lercari (1726-1743)
- Camillo Paolucci (1746-1756, in commendam 1756-1763)
- Giovanni Carlo Boschi (1766-1784)
- Giuseppe Garampi (1786-1792)
- Aurelio Roverella (1794-1809, in commendam 1809-1812)
- vacat (1812-1816)
- Antonio Lamberto Rusconi (1816-1825)
- Vincenzo Macchi (1827-1840)
- Cosimo Corsi (1842-1870)
- vacat (1870-1874)
- Mariano Benito Barrio Fernández (1874-1876)
- Edward Henry Howard (1877-1884)
- Placido Maria Schiaffino (1885-1889)
- Franz von Schönborn (1889-1899)
- Giuseppe Francica-Nava di Bontifé (1899-1928)
- Eugenio Pacelli (1929–1939)
- Francis Spellman (1946-1967)
- Terence Cooke (1969-1983)
- John O’Connor (1985-2000)
- Edward Egan (2001-2015)
- Josef De Kesel (2016-nadal)